# ضفدعيات البحر
ضفدعيات البحر أو ضفادع البحر وتُسمى كذلك أسماك النعش (بالإنجليزية: Sea Toads)‏ (الإسم العلمي:Chaunacidae)، هي فصيلة تتبع رتبة أسماك أبو الشص، تستوطن قاع لمنحدرات القارية في المحيط الهادئ والمحيط الهندي والمحيط الأطلسي.